# Ренін
Ренін (англ. Renin, від лат. ren — «нирка») — білок, який кодується геном REN, розташованим у людини на довгому плечі 1-ї хромосоми. Довжина поліпептидного ланцюга первинного білка становить 406 амінокислот, а молекулярна маса — 45 057.
| 10         |  | 20         |  | 30         |  | 40         |  | 50         |
| ---------- |  | ---------- |  | ---------- |  | ---------- |  | ---------- |
| MDGWRRMPRW |  | GLLLLLWGSC |  | TFGLPTDTTT |  | FKRIFLKRMP |  | SIRESLKERG |
| VDMARLGPEW |  | SQPMKRLTLG |  | NTTSSVILTN |  | YMDTQYYGEI |  | GIGTPPQTFK |
| VVFDTGSSNV |  | WVPSSKCSRL |  | YTACVYHKLF |  | DASDSSSYKH |  | NGTELTLRYS |
| TGTVSGFLSQ |  | DIITVGGITV |  | TQMFGEVTEM |  | PALPFMLAEF |  | DGVVGMGFIE |
| QAIGRVTPIF |  | DNIISQGVLK |  | EDVFSFYYNR |  | DSENSQSLGG |  | QIVLGGSDPQ |
| HYEGNFHYIN |  | LIKTGVWQIQ |  | MKGVSVGSST |  | LLCEDGCLAL |  | VDTGASYISG |
| STSSIEKLME |  | ALGAKKRLFD |  | YVVKCNEGPT |  | LPDISFHLGG |  | KEYTLTSADY |
| VFQESYSSKK |  | LCTLAIHAMD |  | IPPPTGPTWA |  | LGATFIRKFY |  | TEFDRRNNRI |
| GFALAR     |  |            |  |            |  |            |  |            |

A: Аланін

C: Цистеїн

D: Аспарагінова кислота

E: Глутамінова кислота

F: Фенілаланін

G: Гліцин

H: Гістидин

I: Ізолейцин

K: Лізин

L: Лейцин

M: Метіонін

N: Аспарагін

P: Пролін

Q: Глутамін

R: Аргінін

S: Серин

T: Треонін

V: Валін

W: Триптофан

Ренін являє собою протеолітичний фермент хребетних тварин і людини. Вперше термін був запропонований Робертом Тігерштедтом і Пером Бергманом 1898 року для позначення речовини, яку вони виявили в сольовому екстракті нирок кроля та яка підвищувала кров'яний тиск при введенні її у кров. Ренін виробляється спеціалізованими клітинами юкстагломерулярного комплексу і виділяється безпосередньо в кров, проте не є гормоном у повному розумінні. Він являє собою високоактивну протеазу, яка, діючи на білок плазми крові ангіотензиноген, започатковує утворення гормону ангіотензину-ІІ й виділення гормону надниркових залоз альдостерону. Перший гормон є надзвичайно активним вазоконстриктором (судинозвужуючий ефект), а другий — регулятором обміну натрію та калію в організмі.

## Синтез
Синтез реніну складається з декількох етапів, що розпочинаються з трансляції ренінової мРНК в препроренін. N-кінцева послідовність препрореніна (з 23 амінокислотних залишків) направляє білок в ендоплазматичний ретикулум, де відщеплюється з формуванням прореніну. Проренін глікозилюється в апараті Гольджі і або прямо секретується в кров нерегуляторним шляхом, або упаковується в секреторні гранули, де перетворюється на ренін, що складається з 340 амінокислот, з молекулярною масою 37кДа.

## Секреція
Ренін  продукується юкстагломерулярними клітинами стінок аферентних артеріол ниркових клубочків і звідси надходить у кров та лімфу у відповідь на три стимули:
- Зниження артеріального тиску (яке може бути пов'язане зі зменшенням об'єму крові), що визначається барорецепторами (чутливі до тиску клітин).
- Зниження рівня хлориду натрію в ультрафільтраті нефрона. На таку зміну реагує щільна пляма юкстагломерулярного комплексу.
- Діяльність симпатичної нервової системи, яка також контролює кров'яний тиск, діючи через β1-адренорецептори .[11]

Хоча за місцем синтезу ренін можна віднести до гормонів, він не є таким, оскільки не має клітинної мішені, а впливає на інший білок крові. Крім того, секреція реніну значною мірою контролюється традиційним ендокринним механізмом зворотного зв'язку.

## Регуляція секреції
Інгібітором реніну є похідне фосфатидилсерину, що міститься в плазмі крові. Вміст реніну у плазмі крові (активність у нормі — 0,9–3,3 нг/мл/г) буває підвищений у людей, хворих на есенціальну гіпертензію. Нирки виділяють у кров ренін у підвищеній кількості в умовах гіпоксії. Вміст реніну підвищується також при застосуванні естрогенів, фуросеміду, етакринової кислоти та азидних діуретиків, пероральних контрацептивів і знижується під впливом ангіотензину, дезоксикортикостерону, калію, β-адреноблокаторів.

## Ренін-ангіотензинова система (РАС)
Головним діючим чинником РАС є ангіотензин-ІІ. Ланцюг реакцій утворення ангіотензину-ІІ починається в юкстагломерулярному комплексі. Ренін, що там синтезується, гідролізує α-глобулін ангіотензиноген, який синтезується в печінці під впливом глюкокортикоїдів та естрогенів. Ренін відщеплює від α‑глобуліну N-кінцевий неактивний декапептид — ангіотензин І, який під дією спеціального ангіотензин-1-перетворювального ферменту (міститься у всіх тканинах, найбільше — в легенях і плазмі крові) перетворюється на октапептид — ангіотензин ІІ. Останній перетворюється на гептапептид — ангіотензин ІІІ. Ангіотензин ІІ спричиняє скорочення гладких м'язів судин, зниження інтенсивності кровообігу в нирках, зменшення виділення з організму рідини та солей, а також посилення секреції альдостерону кірковим шаром надниркових залоз; у високих концентраціях виявляє сильну судинозвужувальну дію й підвищує АТ.
Стимулом для збільшеного виділення нирками реніну і запуску РАС є зниження артеріального тиску і погіршення ниркового кровопостачання. Так само активізується РАС подразненням симпатичних нервів або деяких ділянок гіпоталамуса.